# Tả Phìn, Sìn Hồ
Tả Phìn là một xã thuộc huyện Sìn Hồ, tỉnh Lai Châu, Việt Nam.
Xã Tả Phìn có diện tích 42,9 km², dân số năm 1999 là 2104 người, mật độ dân số đạt 49 người/km².

## Lịch sử
Tả Phìn vào đầu thế kỷ 20 (những năm 1920-1930), được gọi phiên âm với tên là Ta Phing, cùng với xã Phìn Hồ (đương thời là xã Sin Hồ, hay Sình Hồ), thị trấn Sìn Hồ (đương thời là xã Ta Su Chầu, hay Tả Xử Chồ), nằm trong khu Mao Xao Phìn (hay Ma Xao Phìn của đạo Lai tỉnh Lai Châu, xứ Bắc kỳ, Liên bang Đông Dương thuộc Pháp)